# Bezirk Hietzing-Umgebung

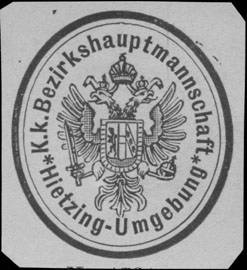
Siegelmarke des Bezirks Hietzing-Umgebung

Der Bezirk Hietzing-Umgebung war ein politischer Bezirk in Österreich.

## Bezirk Hietzing
Bereits 1850 bis 1854 gab es eine Bezirkshauptmannschaft Hietzing. Sie umfasste das Gebiet der damaligen Gerichtsbezirke Hietzing, Sechshaus, Mödling und Purkersdorf und hatte eine Expositur in Mödling.
Nach Wiedererrichtung der Bezirkshauptmannschaften im Jahre 1868 wurde Hietzing vorerst nicht mehr als Bezirkshauptort bestimmt.
Im Jahre 1890 wurde der Bezirk Sechshaus geteilt und der neue Bezirk Hietzing geschaffen.
Er umfasste die Gerichtsbezirke Hietzing und Purkersdorf aus dem Bezirk Sechshaus und den Gerichtsbezirk Neulengbach aus dem Bezirk Sankt Pölten.

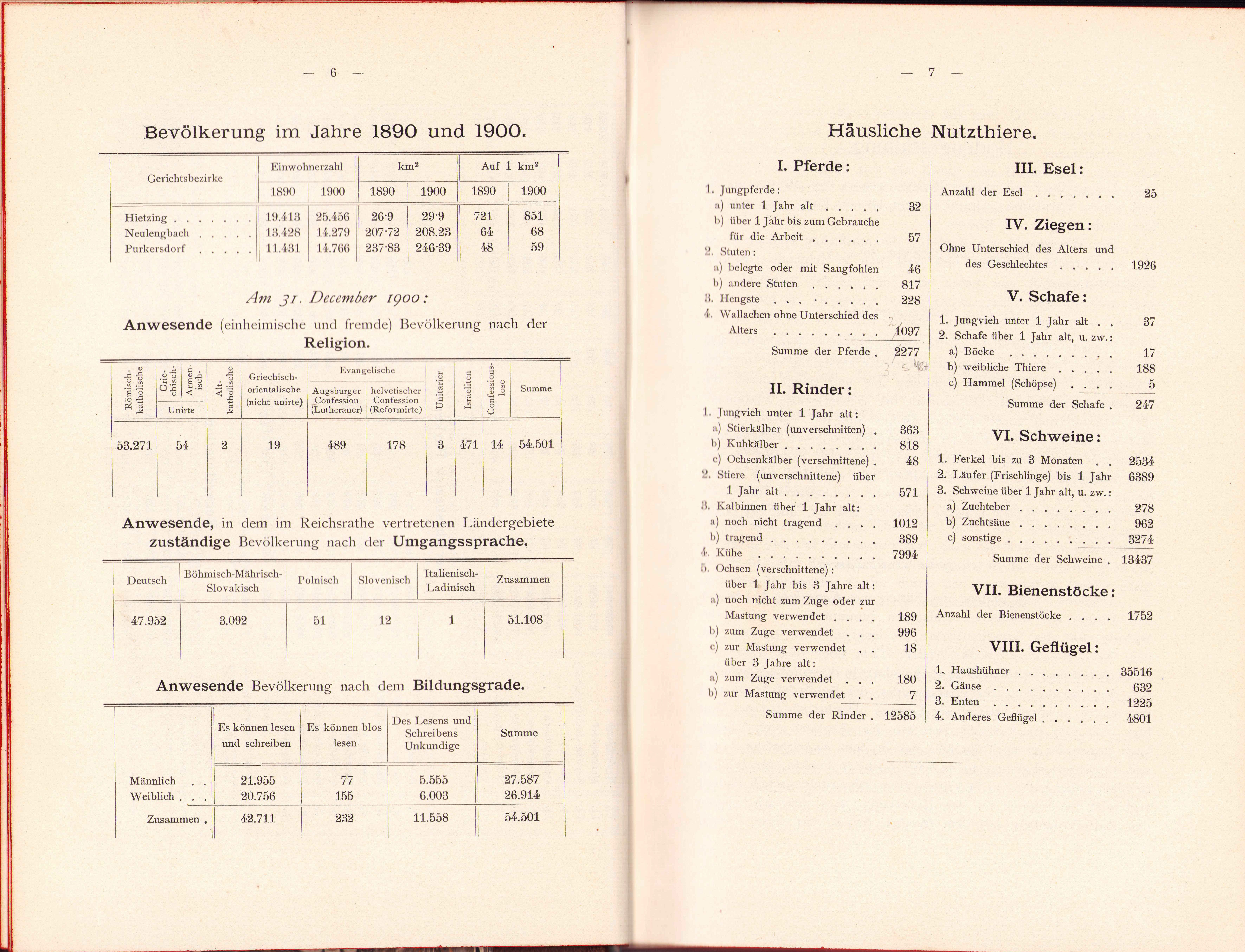
Bevölkerung Religion Sprache Bildung Nutztiere im Gebiet der Bezirkshauptmannschaft 1901

## Bezirk Hietzing-Umgebung
Bereits zwei Jahre später wurden am 1. Jänner 1892 der Bezirkshauptort Hietzing sowie die Gemeinden Breitensee, Baumgarten, Hacking, Hetzendorf, Lainz, Ober Sankt Veit, Penzing, Unter Sankt Veit, das gemeindefreie Gebiet Schönbrunn, die Katastralgemeinde Speising aus der gleichnamigen Gemeinde und Teile der Gemeinden Hütteldorf, Hadersdorf, Altmannsdorf und Mauer nach Wien eingemeindet.
Der übrige Teil des Bezirkes bildete den neuen Bezirk Hietzing-Umgebung. Rechtlich handelte es sich um keine Umbenennung, sondern um eine Auflösung und Neuerrichtung.
1904 wurden die Gemeinden Kaltenleutgeben, Perchtoldsdorf, Siebenhirten, Rodaun und Vösendorf vom Bezirk Mödling angegliedert.
1938 wurde im Zuge der Schaffung Groß-Wiens der Bezirk aufgelöst. Die nicht zu Wien zugeschlagenen Gemeinden, das waren der vollständige Gerichtsbezirk Neulengbach sowie die Gemeinden Gablitz, Mauerbach, Pressbaum, Tullnerbach und Wolfsgraben, gelangten an den Bezirk Sankt Pölten.
Die übrigen Gemeinden, es handelte sich um Atzgersdorf, Breitenfurt bei Wien, Erlaa, Hadersdorf-Weidlingau, Inzersdorf, Kalksburg, Kaltenleutgeben, Liesing, Mauer, Perchtoldsdorf, Purkersdorf, Laab im Walde, Rodaun, Siebenhirten und Vösendorf, gelangten zu Wien.

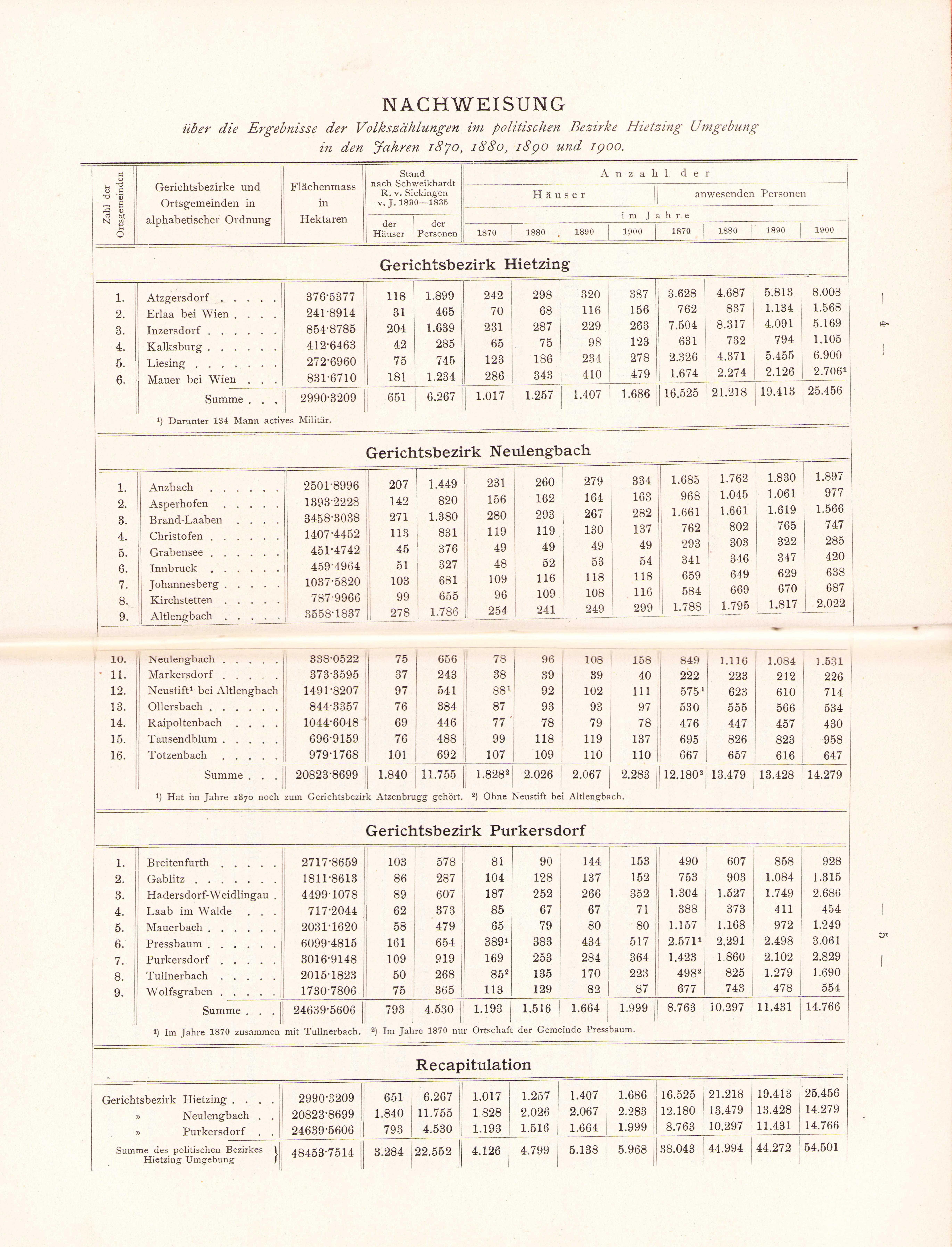
Fläche und Bevölkerungsverteilung auf die einzelnen Orte 1901

### Ehemalige Bezirkshauptmänner
- von Roretz 1890–1895
- Primo Calvi 1895–1905
- Moritz Zander 1905–1913
- Hans Wimmer 1913–1917
- Hans Wächtler 1917–1925
- Richard Fleischhacker 1925–1930
- unbesetzt 1930
- Felix Batsy 1931–1938[8]

### Amtssitz
Die 1890 neu errichtete Bezirkshauptmannschaft Hietzing hatte, ebenso wie die nachfolgende Bezirkshauptmannschaft Hietzing-Umgebung, ihren Amtssitz in Wien 14, Penzinger Straße 59. Zeitweise bestand noch eine Dependance in der Penzinger Straße 44. Das späthistoristische Gebäude besteht noch und beherbergt heute das Bezirksmuseum Penzing sowie das Wiener Ziegelmuseum.

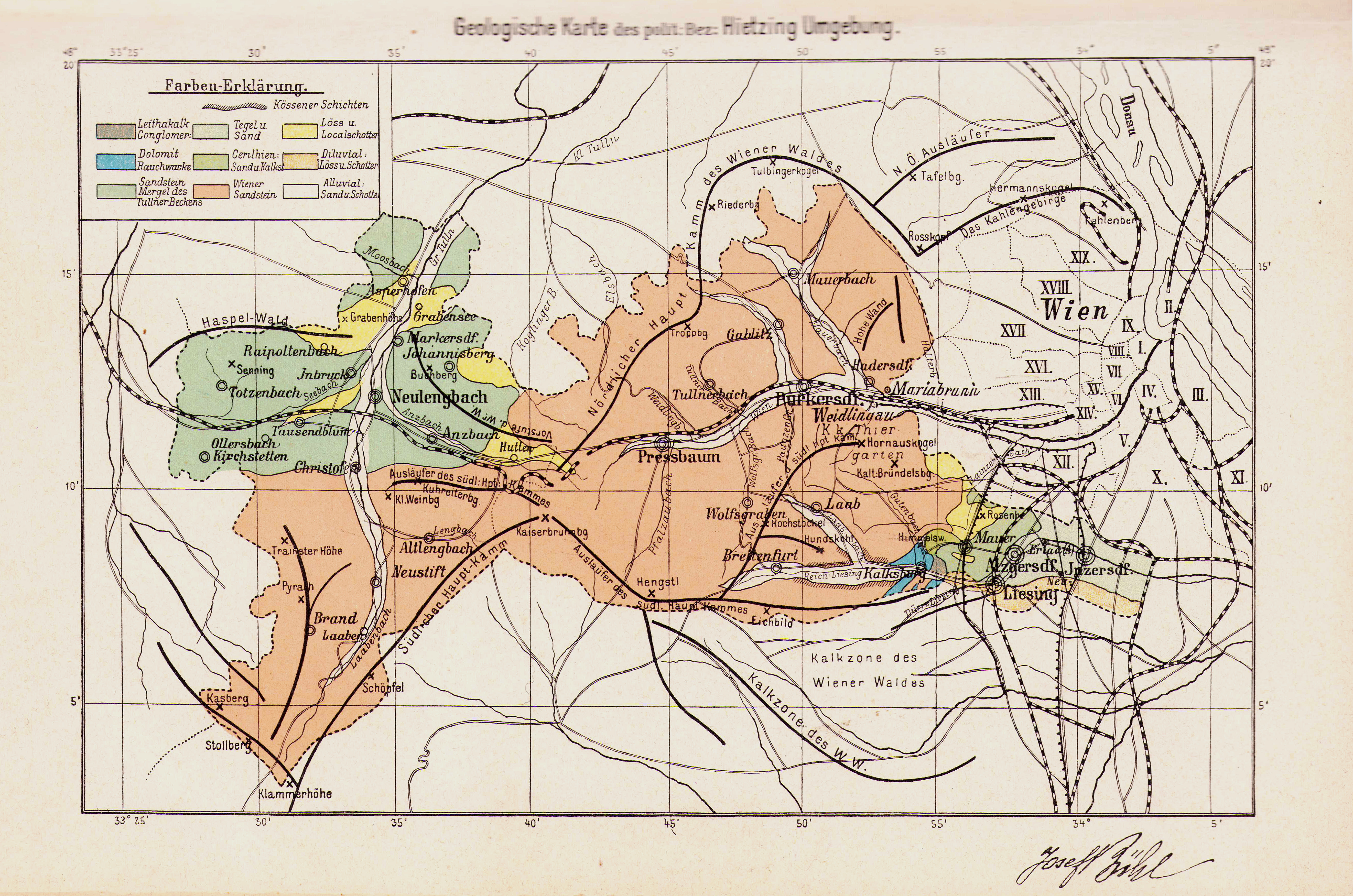
Geografische und geologische Lage des Gebietes der Bezirkshauptmannschaft 1901

## Gebiet des Bezirkes heute
Nach dem Zweiten Weltkrieg und der Wiedererlangung der Selbständigkeit von Breitenfurt bei Wien, Laab im Walde, Kaltenleutgeben, Perchtoldsdorf, Vösendorf und Purkersdorf im Jahre 1954 wurde der Bezirk nicht mehr errichtet.
Von den ehemaligen Gemeinden des Bezirkes Hietzing-Umgebung gehören heute (Bezeichnungen nach derzeitigem Stand):
- zum Bezirk Mödling: die Gemeinden Breitenfurt bei Wien, Kaltenleutgeben, Laab im Walde, Perchtoldsdorf und Vösendorf

- zum Bezirk St. Pölten: die Gemeinden Altlengbach, Asperhofen, Brand-Laaben, Eichgraben, Gablitz, Kirchstetten, Maria Anzbach, Mauerbach, Neulengbach, Neustift-Innermanzing, Pressbaum, Purkersdorf, Tullnerbach und Wolfsgraben

- zur Stadt Wien: Teile des 14. Gemeindebezirkes Penzing sowie der 23. Gemeindebezirk Liesing